# 寺尾村 (山梨県)
寺尾村（てらおむら）は山梨県東八代郡にあった村。現在の笛吹市境川町寺尾にあたる。

## 歴史
- 1889年（明治22年）7月1日 - 町村制の施行により、近世以来の寺尾村が単独で自治体を形成。
- 1903年（明治36年）4月1日 - 五成村・圭林村・藤垈村と合併して境川村が発足。同日寺尾村廃止。